# Hässleby socken
Hässleby socken i Småland ingick i Södra Vedbo härad, ingår sedan 1971 i Eksjö kommun i Jönköpings län och motsvarar från 2016 Hässleby distrikt.
Socknens areal är 97,22 kvadratkilometer, varav land 94,93. År 2000 fanns här 1 904 invånare. Tätorten Mariannelund med sockenkyrkan Hässleby kyrka ligger i denna socken. 

## Administrativ historik
Hässleby socken har medeltida ursprung.
År 1885 överfördes från Hässleby socken till Kråkshults socken 1/4 mantal Vada och från Kråkshult till Hässleby 1/4 mantal Lilla Funghult nr 1 jämte utjord. 
Vid kommunreformen 1862 övergick socknens ansvar för de kyrkliga frågorna till Hässleby församling och för de borgerliga frågorna till Hässleby landskommun. Mariannelunds köping bröts 1928 ut från landskommunen, och denna kom sedan 1952 att inkorporeras i köpingen som sedan 1971 uppgick i Eksjö kommun. Församlingen uppgick 2010 i Hässleby-Kråkshults församling.
1 januari 2016 inrättades distriktet Hässleby, med samma omfattning som församlingen hade 1999/2000.
Socknen har tillhört samma fögderier och domsagor som Södra Vedbo härad. De indelta soldaterna tillhörde Kalmar regemente, Aspelands kompani och Smålands husarregemente, Södra Vedbo skvadron, Livkompaniet.

## Geografi
Hässleby socken ligger sydväst om Vimmerby kring Emåns tillflöde Brusaån, med Silverån som gräns i nordost. Socknen består av flack dalgångbygd utmed åarna och däromkring kuperad skogsbygd.

## Fornlämningar
Gravrösen från bronsåldern är kända.

## Namnet
Namnet (1300 Häsleby) kommer från kyrkbyn. Förleden är dialektordet hässle, hasseldunge och efterledet är by, gård(ar).

### Fotnoter
1. 1 2  Svensk Uppslagsbok andra upplagan 1947–1955: Hässleby socken
2. 1 2  Harlén, Hans; Harlén Eivy (2003). Sverige från A till Ö: geografisk-historisk uppslagsbok. Stockholm: Kommentus. Libris 9337075. ISBN 91-7345-139-8
3. ↑  ”Församlingar”. Statistiska centralbyrån. https://www.scb.se/hitta-statistik/regional-statistik-och-kartor/regionala-indelningar/forsamlingar/. Läst 30 december 2022.
4. ↑  Administrativ historik för Hässleby socken (Klicka på församlingsposten). Källa: Nationella arkivdatabasen, Riksarkivet.
5. ↑  Indelta soldater, torp och rotar i Jönköpings län Arkiverad 24 januari 2012 hämtat från the Wayback Machine. Jönköpingsbygdens Genealogiska Förening
6. 1 2  Sjögren, Otto (1931). Sverige geografisk beskrivning del 2 Östergötlands, Jönköpings, Kronobergs, Kalmar och Gotlands län. Stockholm: Wahlström & Widstrand. Libris 9939
7. 1 2 3  Nationalencyklopedin
8. ↑  Fornlämningar, Statens historiska museum: Hässleby socken
9. ↑  Fornminnesregistret, Riksantikvarieämbetet: Hässleby socken Fornminnen i socknen erhålls på kartan genom att skriva in sockennamn (utan "socken") i "Ange geografiskt område"
10. ↑  Mats Wahlberg, red (2003). Svenskt ortnamnslexikon. Uppsala: Institutet för språk och folkminnen. Libris 8998039. ISBN 91-7229-020-X. https://isof.diva-portal.org/smash/get/diva2:1175717/FULLTEXT02.pdf